# Atlantis (1991)
Atlantis is een Frans-Italiaanse film uit 1991 van regisseur Luc Besson.
De film bestaat uit onderwateropnames die begeleid worden door muziek van Eric Serra.